# Kampen (Arckanum)
Kampen è il terzo album in studio della one man band Arckanum, pubblicato il 1998 dalla Debemur Morti Productions.

## Tracce
1. "Intro" - 04:41
2. "Kamps tekn" - 05:59
3. "Frana" - 06:50
4. "Tronan yvir þusand landskaps mark" - 04:17
5. "Pa gruvstiigher vandrum" - 06:50
6. "Minir natz fughlir" - 06:40
7. "Trulfylket, raþz ok os" - 08:42
8. "þe hæmpndlystnir fran dimban" - 04:15
9. "Nær ok fiær" - 03:59
10. "Skipu vidit dunkel" - 05:37
11. "þær vindanir dvælies" - 05:50
12. "Sangin kaos" - 08:59

## Formazione
- Shamaatae - voce, tutti gli strumenti